# Župnija Cerkno

Župnija Cerkno je rimskokatoliška teritorialna župnija dekanije Idrija - Cerkno, ki je del škofije Koper. 

## Zgodovina
V zapisih, ki jih je o zgodovini cerkljanske župnije zbral Viktor Prezelj, je razbrati, da je leta 1356 čedajski kapitelj (glej=Oglejski patriarhat) izdal odločbo o vsakoletnih cerkvenih vizitacijah po svojih župnijah. Iz te odločbe je razvidno, da je že v prvi polovici štirinajstega stoletja v Cerknem nastala samostojna župnija pri svetem Jerneju. Ta prvotna župnijska cerkev naj bi bila zgrajena že v trinajstem stoletju. Zapisi o prvih škofovskih vizitacijah so iz leta 1476, nato so se redno opravljale vsako leto. Leta 1710 je župnije na cerkljanskem obiskal vizitator Vincenc Silani, ki je v Cerknem ugotovil, da je podružnična cerkev sv. Ane (prednica sedanje župnijske cerkve) v kritičnem stanju. Zato so župljani, kljub trajanju Tolminskega upora (1713), pristopili k rušitvi le-te in izgradnji večje nove cerkve, po načrtih arhitekta Matija Mačka iz Poljanske doline, ki je leta 1714 postala središče župnije. 

Ob reorganizaciji Škofije Koper leta 2018 so bile Župniji Cerkno pripojene nekdanje sosednje župnije Bukovo (sv. Lenart), Jagršče (sv. Uršula), Novaki (sv. Tomaž), Otalež (sv. Katarina Aleksandrijska), Ravne (sv. Urh) in Šebrelje (sv. Jurij) ter Podružnica Marijinega rojstva na Policah (iz Župnije Šentviška Gora).

## Sakralni objekti
|    | slika                     | cerkev                                | kraj / naselje      |
| -- | ------------------------- | ------------------------------------- | ------------------- |
| 1. | Klikni za spremembo slike | cerkev sv. Ane župnijska cerkev       | Cerkno              |
| 2. | Klikni za spremembo slike | cerkev sv. Jerneja pokopališka cerkev | Cerkno              |
| 3. | Klikni za spremembo slike | cerkev sv. Andreja podružnica         | Zakriž              |
| 4. | Klikni za spremembo slike | cerkev sv. Jošta podružnica           | Trebenče            |
| 5. | Klikni za spremembo slike | cerkev sv. Janeza Krstnika podružnica | Planina pri Cerknem |
| 6. | Klikni za spremembo slike | cerkev sv. Kancijana podružnica       | Reka, Cerkno        |
| 7. | Klikni za spremembo slike | cerkev sv. Duha podružnica            | Labinje             |
| 8. | Klikni za spremembo slike | cerkev sv. Pavla podružnica           | Straža, Cerkno      |
| 9. | Klikni za spremembo slike | kapela sv. Križa kapela               | Lajše               |

### Od 1. januarja 2018
|     | Slika                     | Cerkev                                                | Kraj/Naselje      |
| --- | ------------------------- | ----------------------------------------------------- | ----------------- |
| 10. | Klikni za spremembo slike | cerkev sv. Lenarta podružnična cerkev                 | Bukovo            |
| 11. |                           | cerkev sv. Uršule podružnična cerkev                  | Jagršče           |
| 12. | Klikni za spremembo slike | cerkev sv. Tomaža podružnična cerkev                  | Dolenji Novaki    |
| 13. | Klikni za spremembo slike | cerkev sv. Katarine Aleksandrijske podružnična cerkev | Otalež            |
| 14. |                           | cerkev sv. Urha podružnična cerkev                    | Ravne pri Cerknem |
| 15. |                           | cerkev sv. Jurija podružnična cerkev                  | Šebrelje          |
| 16. |                           | cerkev Marijinega rojstva podružnična cerkev          | Police, Cerkno    |